# استروس اویس
استروس اویس یا انگل-مگس گوسفند (نام علمی: Oestrus ovis) نام یک گونه انگلی بسیار رایج از تیره مگس پاشنه دوره پذیرش است. این مگس به انگل بودن و آسیب رساندن به گوسفند، گوزن، بز و گاهی گاو شهرت دارد. البته در رتبه بعدی آمار بسیاری دربارهٔ هجوم به اسب، سگ و انسان نیز وجود دارد. در برخی مناطق جهان این گونه آفت خطرناکی است که بر اقتصاد کشاورزی تأثیر می‌گذارد.
لارو این حشره انگل در سینوس بینی گوسفند رشد می‌کند که بعد از ذبح گوسفند و هنگام تمیز کردن و شستشوی سر گوسفند (برای پختن) و هنگام کوبیدن سر به زمین از آن خارج می‌شود.
توصیه می‌شود چندین بار این عمل را تکرار نموده تا از خروج کامل از بینی حیوان اطمینان حاصل کنید.
برای اطمینان از خروج کامل لارو این حشره از مجاری حلق و بینی حیوان بهتر نوک بینی آن را بریده و به صورت پرفشار آب به درون آن بگیرید.
برای اطمینان بیشتر کله را به دو نیم تقسیم کنید.